# Gli ultimi filibustieri (romanzo)
Gli ultimi filibustieri è un romanzo di Emilio Salgari pubblicato in prima edizione da Bemporad nel 1908.
È il quinto e ultimo libro del ciclo de I corsari delle Antille e segue il romanzo Il figlio del Corsaro Rosso.

## Trama
La contessina Ines di Ventimiglia è a Panama per ritirare l'eredità di Gran Cacico del Darien, ma il Marchese di Montelimar la vuole in sposa per ottenerne le ricchezze e la rapisce. Mendoza e Buttafuoco domandano aiuto a don Barrejo, che si era ritirato e sposato con la taverniera Panchita, e lo invitano a unirsi a loro; il guascone accetta immediatamente. Dopo aver scoperto che la contessina verrà imbarcata su una nave che la porterà nel Darien, Mendoza, Buttafuoco e don Barrejo ingaggiano un peschereccio. Superati vari imprevisti arrivano alle isole Antille e ritrovano Raveneau de Lussan, il capo dei filibustieri, al quale spiegano la situazione. Decidono di lasciare le isole accompagnati da duecento uomini. Dopo due giorni di navigazione avvistano, abbordano e conquistano la nave. Liberano la contessina Ines e sbarcano sulla costa. Continuano a piedi il loro viaggio verso il Darien. Nel frattempo si accorgono di essere seguiti. Il capo decide di lasciare ottanta uomini di guardia alla contessina, in un fortino costruito da loro, mentre gli altri avanzavano e riescono a distruggere le linee nemiche. Arrivano dinanzi alla grande Segovia–Nuova, una grande città spagnola.
Qui Don Barrejo e Mendoza entrano in città vestiti da soldati spagnoli per rapire il marchese di Montelimar, affinché non ostacoli il loro passaggio attraverso la città. La missione fallisce e i due sono costretti a fuggire, salvandosi con l'aiuto di Lussac, un taverniere indebitato che fu corsaro ed è guascone come Barrejo; questi decide di dar fuoco alla taverna per incendiare tutta la città e coprire la loro fuga; rientrati, i tre non trovano più i loro compagni. Inseguiti dagli spagnoli guidati personalmente dal marchese, sono costretti a fuggire mentre si incamminano verso il Darien. Si dirigono verso il fiume Maddalena, dove incontrano un indiano del Darien mandato a scoprire cosa è successo all'erede del Cacico. Dopo varie disavventure il gruppo si sbarazza progressivamente degli spagnoli, che devono affrontare gli elementi, i selvaggi antropofagi e le belve feroci della foresta; nonostante tutto, il marchese di Montelimar sopravvive e don Barrejo lo affronta, poiché ha promesso di vendicare un anziano sergente che lo ha aiutato a fuggire (era anche lui un guascone) e ha pagato il prezzo finendo con una pallottola del marchese in corpo. I due ingaggiano un duello serrato che termina con la morte dello spagnolo, così i quattro sono liberi di raggiungere i compagni.
Barrejo, Mendoza, Lussac e la loro guida ritrovano i filibustieri, che stanno cercando di superare una cascata; alla fine scelgono di costruire delle grandi ceste in grado di contenere tre o quattro uomini, e con esse gli uomini si calano nel fiume e scendono la cascata. Riunitisi sulla riva, raggiungono la tribù del Gran Cacico, dove Ines viene riconosciuta come parente del defunto sovrano grazie ad una voglia e acclamata come nuova regina; la ragazza è però troppo civilizzata per restare tra loro, così nomina un successore alla guida del popolo e parte con il tesoro del Cacico. Gli indigeni caricano le canoe con tutto l'oro dell'eredità e accompagnano i filibustieri al mare; la contessina ricompensa Lussan e i suoi uomini con una larga percentuale delle sue ricchezze, e lo stesso vale per Buttafuoco, Lussan, Barrejo e Mendoza; il primo ritorna in Europa, gli ultimi due si trasferiscono in un'altra città e aprono un albergo con Panchita. Ines di Ventimiglia torna in Piemonte.
Il libro termina sottolineando che questa fu una delle ultime grandi imprese dei filibustieri nelle colonie americane; già privati della patente di corsa quando le guerre tra le potenze europee erano terminate, iniziando un periodo di pace, i pirati furono stanati ed eliminati sistematicamente, chiudendo rapidamente l'era della pirateria nel nuovo continente; restarono solo alcuni isolati capitani, che gradualmente sparirono dalla scena.

## Edizioni
- Emilio Salgari, Gli ultimi filibustieri, Salgariana, Ugo Mursia,  p. 272, ISBN 978-88-425-1019-2.

## Filmografia
- Gli ultimi filibustieri, film del 1921 di Vitale De Stefano
- Gli ultimi filibustieri, film del 1943 di Marco Elter